# Архиерейские палаты
Архиерейские палаты — уникальный комплекс древнерусского гражданского зодчества. Здание располагается на территории Суздальского кремля и находится в ведении Владимиро-Суздальского музея-заповедника.

## История и описание
В конце XVII века рядом с Рождественским собором XIII в. в северо-западной части кремля на том месте, где с древнейших времён находился двор суздальских духовных владык, по приказу митрополита Илариона возводится величественный ансамбль Архиерейских палат, соединенных галереей-переходом с колокольней 1635 года. Её восьмигранный столп завершён шатром, фасад украшен часами-курантами с кириллицей вместо цифр на циферблате.
Напротив западного портала собора находится парадный северный вход в архиерейские палаты, завершенный миниатюрным шатром, покрытым зелёной черепицей. При митрополите Иларионе был построен северный корпус в три этажа: открытая галерея с чуланом и погребом внизу и двумя деревянными лестницами, переходящая в двухэтажные палаты с жилыми покоями и кладовыми. Второй этаж был жилым. Он состоял из покоев митрополита, которые шли анфиладой, состоящей из вестибюля, прихожей, столовой палаты с хорами, решётчатой, средней, спальной, наугольной комнат и т. д. Архитектура Архиерейских палат является прекрасным образцом древнерусского жилого зодчества: асимметричное расположение окон, вертикальное членение окон вертикальными лопатками, разновысотность композиционных частей здания. Ансамбль завершается крылечками, которые очень выразительно подчеркивают жилой характер палат, а небольшими размерами и особой нарядностью (изразцовый шатёр) смягчают монументальность сооружения.
Архиерейские палаты представляют уникальный комплекс древнерусского гражданского зодчества. В течение веков создавалась правильная, продуманная, архитектурная композиция, объединяющая в единый ансамбль разновременные здания XIII, XVI, XVII веков, сочетающий старинные традиции жилого хоромного строения и новые для Руси приемы регулярного геометрического плана.
Наиболее живописный, асимметричный характер носит архитектура западного корпуса, где использованы элементы деревянного зодчества — гульбище, галерея. Северный корпус — более позднего происхождения, строже, параднее. Заметно стремление мастеров к регулярности и геометрической закономерности. Это уже скорее палаты «дворцового» типа, чем «хоромного».
Главным парадным залом была Крестовая палата. Она предназначалась для торжественных трапез и пышных церемоний, епархиальных заседаний, приемов знатных особ, оглашения царских приказов. Крестовая палата была утрачена в результате перестройки XIX века, когда в Архиерейских палатах размещалось Суздальское духовное училище. Палата была возрождена в 1960—1970 годы руками реставраторов по проекту А. Д. Варганова.
Переделки и ремонт Архиерейских палат в XVIII—XIX веков крайне исказили их древнюю архитектуру. «Поистине не одни только татары да пожары были губителями старины русской!» писал местный историк-краевед К. Н. Тихонравов в начале века, имея в виду отношение церковного начальства к памятника культуры.
С 1941 до 1968 года шли большие исследовательские и реставрационные работы по восстановлению корпусов под руководством А. Д. Варганова. Архиерейский дом был реставрирован в формах XVI—XVII веков и приобрёл свой первоначальный вид. Сохранён также третий этаж XVIII века с более поздней кровлей.
Ныне в Архиерейских палатах размещаются экспозиции, служебные помещения, фондохранилища Суздальского музея.
В 1992 году Архиерейский дом включён в Список Всемирного наследия ЮНЕСКО.